# Saudi Press Agency

Logo

Die Saudi Press Agency (SPA; arabisch وكالة الأنباء السعودية, DMG wakālat al-anbāʾ as-saʿūdiyya) ist die offizielle Nachrichtenagentur des Königreichs Saudi-Arabien. Sie hat ihren Sitz in Riad und untersteht dem saudischen Informationsministerium. Die Agentur veröffentlicht täglich Meldungen auf Arabisch, Englisch und Französisch.
Die ONA wurde 1971 bzw. 1390 AH gegründet.

## Aufgaben
Die SPA ist die offizielle Nachrichtenagentur der saudischen Regierung und verbreitet täglich rund um die Uhr Nachrichten aus den verschiedenen Landesteilen. Außerdem veröffentlicht sie Meldungen über Neuigkeiten im Ausland.

## Leitung und Organisationsstruktur
Die Agentur hat derzeit ca. 500 Mitarbeiter, wird von einem Direktor geleitet und ist in folgende drei Bereiche und Abteilungen gegliedert:
- Redaktion
  - Bulletin
  - Niederlassungen und Korrespondenten (die Agentur unterhält im In- und Ausland ein Korrespondentennetz):
    - Beirut (eröffnet ca. 1971 bzw. 1390 AH): 20 Reporter und Angestellte.
    - Kairo (eröffnet ca. 1972 bzw. 1392 AH): 10 Reporter und Angestellte.
    - Sanaa (eröffnet ca. 1973 bzw. 1393 AH).
    - London (eröffnet ca. 1976/1977 bzw. 1397 AH): ca. 10 Reporter und Angestellte.
    - Washington, D.C. (eröffnet ca. 1978/1979 bzw. 1399 AH, aber bereits seit ca. 1976/1977 bzw. 1397 AH mit einem Korrespondenten vertreten): ca. 10 Reporter und Angestellte, die beide Amerikas abdecken.
    - Tunis (eröffnet 1980/1981 bzw. 1401 AH). mehr als 10 Reporter und Angestellte, die den gesamten Maghreb abdecken.
    - Teheran (eröffnet ca. 2000 bzw. 1421 AH).
- Technik
- Verwaltung

## Mitgliedschaften
Die SPA ist Gründungsmitglied der Organisation of Arab News Agencies (FANA), der International Islamic News Agency (einer Einrichtung der Organisation für Islamische Zusammenarbeit) und des Non-Aligned News Agencies Pool. Die Agentur nimmt auch an verschiedenen Jahreskonferenzen wie beispielsweise der der Nachrichtenagenturen des Golf-Kooperationsrats teil.